# 舊胡季爾 (格洛比諾區)
49°26′27″N 33°12′54″E / 49.44083°N 33.21500°E
舊胡季爾（烏克蘭語：Старий Хутір），是烏克蘭中部的村莊，隸屬波爾塔瓦州的克雷門丘克區。該村距離韋爾布基2.5公里，面積0.86平方公里，海拔高度95米，2001年人口252。